# Yannick Kakoko
Yannick Kakoko (Saarbrücken, Sarre , Alemania, 26 de enero de 1990) es un futbolista alemán de origen congoleño. Juega como mediocampista y actualmente milita en F91 Dudelange de la División Nacional de Luxemburgo. Es hijo del exjugador Etepe Kakoko.

## Clubes
| Club                  | País       | Año           |
| --------------------- | ---------- | ------------- |
| Bayern de Múnich II   | Alemania   | 2009          |
| Greuther Fürth        | Alemania   | 2009 - 2010   |
| VfR Aalen             | Alemania   | 2010          |
| SV Wehen Wiesbaden II | Alemania   | 2011          |
| Waldhof Mannheim      | Alemania   | 2011 - 2012   |
| FC 08 Homburg         | Alemania   | 2012 - 2013   |
| FC Wohlen             | Suiza      | 2013 - 2014   |
| Miedz Legnica         | Polonia    | 2014 - 2015   |
| Arka Gdynia           | Polonia    | 2016 - 2018   |
| F91 Dudelange         | Luxemburgo | 2018-presente |

## Palmarés

### Títulos nacionales
| Título                          | Club          | País       | Año  |
| ------------------------------- | ------------- | ---------- | ---- |
| Copa de Polonia                 | Arka Gdynia   | Polonia    | 2017 |
| Supercopa de Polonia            | Arka Gdynia   | Polonia    | 2017 |
| División Nacional de Luxemburgo | F91 Dudelange | Luxemburgo | 2019 |
| Copa de Luxemburgo              | F91 Dudelange | Luxemburgo | 2019 |